# 厚葉李欖
厚葉李欖（学名：Chionanthus coriaceus）为木犀科流蘇樹屬下的一个种。

## 扩展阅读
- 維基物種上的相關：厚葉李欖